# Achema
Achema A.B. – litewskie przedsiębiorstwo działające w branży chemicznej, specjalizujące się w produkcji nawozów sztucznych.

## Historia
Budowę zakładu produkującego nawozy azotowe zlokalizowanego w Janowie, na terenie Litewskiej Socjalistycznej Republiki Radzieckiej rozpoczęto w 1962 roku. Przedsiębiorstwo nosiło wówczas nazwę Azotas. Pierwszą instalację (A-1), produkującą wodę amoniakalną uruchomiona w 1965 roku. W 1968 roku uruchomiono wytwórnię metanolu.
W 1971 roku uruchomiono kolejną jednostkę produkcji wody amoniakalnej (A-2), a także dwie instalacje wytwarzające mocznik. W 1972 roku rozpoczęto produkcję kwasu azotowego, co pozwoliło wydłużyć łańcuch produktowy o azotan amonu, który zaczęto wytwarzać w 1973 roku. W tym samym roku uruchomiono linię produkcyjną żywic mocznikowo-formaldehydowych oraz dyspersji poli(octanu winylu). W latach 70. XX wieku uruchomiono kolejne instalacje produkujące kwas azotowy i amoniak, a także wytwórnię formaliny (1979). W 1987 roku rozpoczęto produkcję ciekłych nawozów NPK.
W 1994 roku, po uzyskaniu niepodległości przez Litwę, przedsiębiorstwo zostało sprywatyzowane i przekształcone w spółkę akcyjną ((lit.) akcinė bendrovė) o nazwie Achema A.B.
W 1995 ofertę spółki poszerzono o roztwór saletrzano-mocznikowy (urea-ammonium nitrate (UAN)), w 1999 o roztwór siarczanu glinu, a w 2003 o azotan amonowo-wapniowy. W 2007 roku uruchomiono instalacje produkujące ciekły dwutlenek węgla, a także AdBlue. W 2008 roku rozpoczęto produkcję żywic melaminowych.
Zakład zasilany jest energią wytwarzaną m.in. przez dwie elektrociepłownie kogeneracyjne, uruchomione w 2003 i 2011 roku.

## Produkty
Zdolności produkcyjne instalacji Achemy
| Produkt                             | Roczne zdolności produkcyjne [tys. ton] |
| ----------------------------------- | --------------------------------------- |
| kwas azotowy                        | 1410                                    |
| amoniak                             | 1117                                    |
| mocznik                             | 785                                     |
| azotan amonu                        | 561                                     |
| roztwór saletrzano-mocznikowy (UAN) | 1336                                    |
| azotan amonowo-wapniowy             | 450                                     |
| AdBlue                              | 64                                      |
| formalina                           | 66,5                                    |
| żywice mocznikowo-formaldehydowe    | 82,5                                    |

## Wyciek amoniaku (1989)
20 marca 1989 na terenie zakładu doszło do poważnego wypadku. W 10-tonowym zbiorniku magazynowym ciekłego amoniaku doszło do gwałtownego wzrostu ciśnienia, które zniszczyło zbiornik i spowodowało uwolnienie blisko 7,5 tony tej substancji. Amoniak utworzył 70-centymetrową warstwę na powierzchni ziemi, a następnie gwałtownie odparował i uległ samozapłonowi, powodując pożar wszystkich obiektów w sąsiedztwie, w tym zbiorników zawierających 15 tys. ton. nawozów NPK 11-11-11. Opary amoniaku i produkty rozkładu nawozów azotowych utworzyły chmurę, która skaziła obszar o powierzchni ok. 400 km². W wypadku oraz w trakcie akcji ratowniczej zginęło 7 osób, a 57 zostało rannych. Z obszaru Janowa i okolic ewakuowano ok. 32 tys. osób.

## Prywatyzacja polskiego przemysłu chemicznego
Achema kilkakrotnie wyrażała zainteresowanie udziałem w prywatyzacji spółek polskiego przemysłu chemicznego. W 2009 roku była na tzw. krótkiej liście firm, które złożyły oferty na zakup Ciechu, Zakładów Azotowych w Tarnowie-Mościcach oraz Zakładów Azotowych w Kędzierzynie. W 2010 roku Achema była wymianiana wśród kandydatów zainteresowanych nabyciem spółki Anwil od PKN Orlen.